# Эфемеры

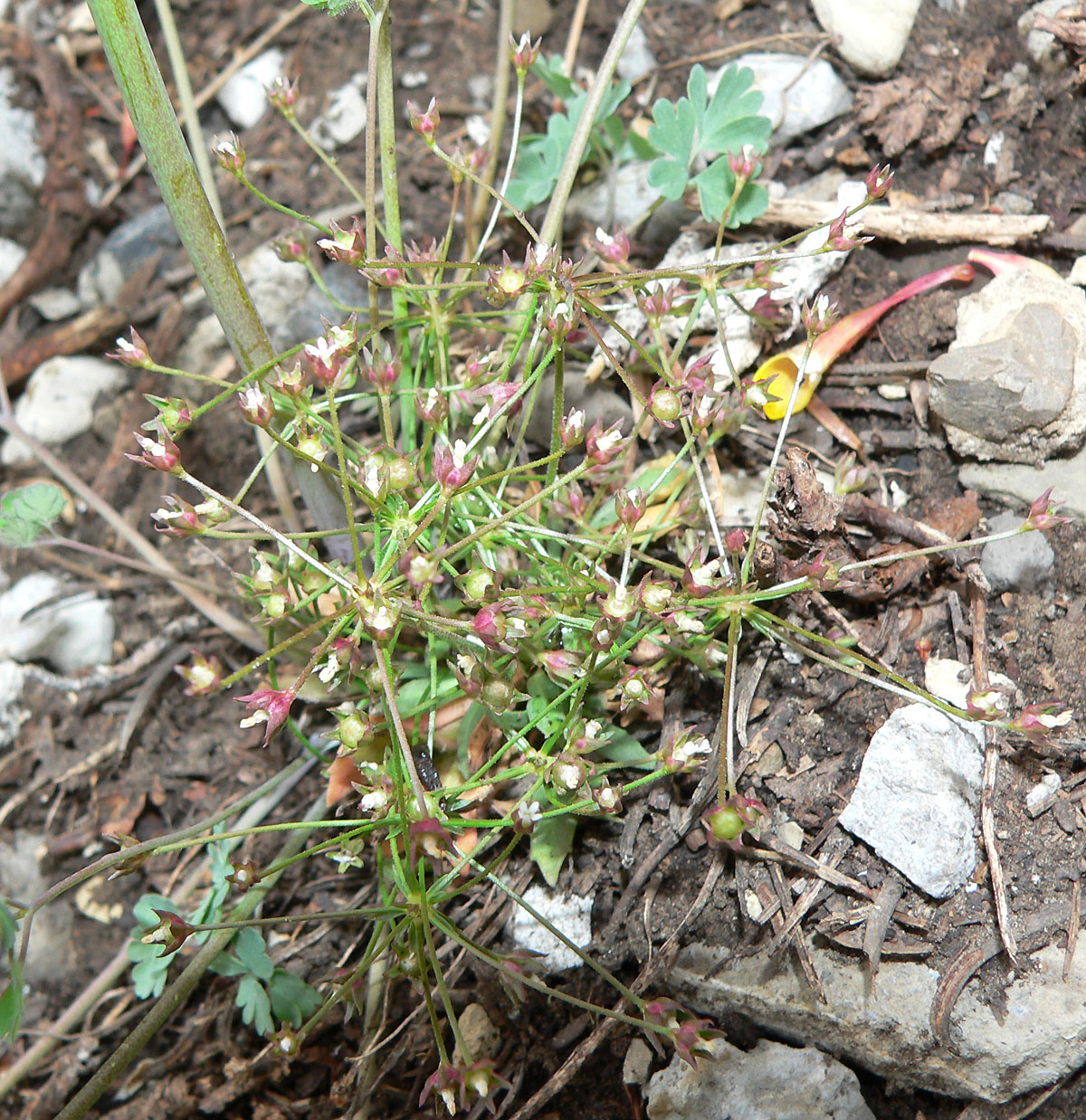
Проломник северный (Androsace septentrionalis) — скромное розеточное растение с зонтиком маленьких белых цветков, возвышающихся на многочисленных цветоносных стеблях, — эфемер северных лесов

Эфеме́ры (др.-греч. ἐφημερίς — на день, ежедневный ← ἐπί — на + ἡμέρα — день) — экологическая группа травянистых однолетних растений с очень коротким вегетационным периодом (некоторые заканчивают полный цикл своего развития всего за несколько недель).
Это, как правило, очень маленькие растения пустынь и полупустынь или степей. Они интенсивно развиваются, цветут и дают плоды во влажный период (весной или осенью) и полностью отмирают в период летней засухи.
Некоторые растения-эфемеры, встречающиеся на территории России: Веснянка весенняя (Erophila verna), Крупка дубравная (Draba nemorosa), Рогоглавник серповидный (Ceratocephala falcata), Проломник северный (Androsace septentrionalis), Малькольмия африканская (Malcolmia africana), Бурачок пустынный (Alyssum desertorum).
Существуют также подобные эфемерам многолетние растения — эфемероиды, у которых отмирает лишь надземная часть.
Растет обычно в пустыне, полупустыне и степи.